# Eliminatórias da Copa do Mundo FIFA de 2014 - Oceania (primeira fase)
Resultados das partidas da primeira fase das eliminatórias da Oceania para a Copa do Mundo FIFA de 2014. As quatro equipes piores classificadas no ranking da FIFA formaram um grupo único. Apenas o vencedor do quadrangular avançou para a Copa das Nações da OFC de 2012, em Fiji, que serviu como a segunda fase das eliminatórias.
Foi disputada entre 22 e 26 de novembro de 2011 em Apia, Samoa.

## Participantes
| Grupo único                                    |
| ---------------------------------------------- |
| - Samoa - Tonga - Ilhas Cook - Samoa Americana |

## Resultados
| Seleção         | Pts | J | V | E | D | GP | GC | SG |
| --------------- | --- | - | - | - | - | -- | -- | -- |
| Samoa           | 7   | 3 | 2 | 1 | 0 | 5  | 3  | +2 |
| Tonga           | 4   | 3 | 1 | 1 | 1 | 4  | 4  | 0  |
| Samoa Americana | 4   | 3 | 1 | 1 | 1 | 3  | 3  | 0  |
| Ilhas Cook      | 1   | 3 | 0 | 1 | 2 | 4  | 6  | –2 |

| 22 de novembro de 2011 | Samoa Americana           | 2 – 1     | Tonga    | Estádio Nacional, Apia                  |
| 15:00 (UTC−10)         | R. Ott 43' · S. Luani 74' | Relatório | Feao 88' | Público: 150 Árbitro: FIJ Andrew Achari |

| 22 de novembro de 2011 | Ilhas Cook    | 2 – 3     | Samoa                              | Estádio Nacional, Apia                  |
| 17:30 (UTC−10)         | Best 35', 84' | Relatório | L. Gosche 19', 36' · A. Bell 90+1' | Público: 600 Árbitro: NZL Peter O'Leary |

| 24 de novembro de 2011 | Samoa Americana | 1 – 1     | Ilhas Cook      | Estádio Nacional, Apia                 |
| 15:00 (UTC−10)         | S. Luani 24'    | Relatório | Luvu 62' (g.c.) | Público: 300 Árbitro: VAN Bruce George |

| 24 de novembro de 2011 | Samoa              | 1 – 1     | Tonga         | Estádio Nacional, Apia                   |
| 17:30 (UTC−10)         | Easthope 43' (pen) | Relatório | Taufahema 81' | Público: 180 Árbitro: TAH Averii Jacques |

| 26 de novembro de 2011 | Tonga                       | 2 – 1     | Ilhas Cook | Estádio Nacional, Apia                            |
| 15:00 (UTC−10)         | Maamaaloa 26' · Falatau 90' | Relatório | Harmon 35' | Público: 200 Árbitro: NCL Isidore Assiene-Ambassa |

| 26 de novembro de 2011 | Samoa    | 1 – 0     | Samoa Americana | Estádio Nacional, Apia                  |
| 17:30 (UTC−10)         | Malo 89' | Relatório |                 | Público: 800 Árbitro: NZL Peter O'Leary |